# Джуф, Бадара
Бадара Джуф (англ. Badara Joof; XX век — 18 января 2023, Индия) — гамбийский государственный и политический деятель. Занимал должность вице-президента Гамбии с 2022 года и до своей смерти в 2023 году. Ранее занимал должность министра высшего образования, исследований, науки и технологий с 2017 по 2022 год.

## Биография
Учился в средней школе Армитиджа и в педагогическом колледже Юндум. Получил степень бакалавра образования в Бристольском университете, степень магистра английской литературы в Лондонском университете и степень магистра в области экономики развития в Университете Бата.
Начал карьеру в качестве учителя, преподавая английский язык в колледже Гамбии. Также был заведующим отделением языков и литературы в средней школе Нусрат. В течение многих лет был постоянным секретарём министерства образования Гамбии. В марте 2002 года сообщалось, что его перевели на должность постоянного секретаря министерства местного самоуправления и земель.
Работал представителем Всемирного банка по связям с Гамбией. В этой должности помогал министру высшего образования Мариаме Сарр-Сисей во внедрении новой политики в области образования в Гамбии. Также призывал туристический сектор Гамбии «отойти от рутинного туризма и быть более активным». Руководил проектом Всемирного банка Support to NGO Network Tango, бюджет которого составлял 220 000 долларов США и длился с 2010 по 2013 год, заявленной целью которого было «повышение эффективности и подотчетности неправительственных организаций (НПО) в реализации базовые услуги бедным слоям населения в стране-участнике». В 2013 году вместе с представителями министерства сельского хозяйства посетил различные проектные объекты в Гамбии, чтобы лучше понять различные проблемы, с которыми они столкнулись. В 2014 году был назначен специалистом по образованию Всемирного банка в Дакаре, Сенегал.
22 февраля 2017 года президент Адама Бэрроу назначил его министром высшего образования, исследований, науки и технологий.